# Jastrzębnik (ludność służebna)
Jastrzębnicy (łac. accipitarii) – kategoria ludności służebnej w dawnej Polsce, zajmująca się hodowlą i tresurą jastrzębi na potrzeby polowań książęcych. Pozostawili ślady w toponomastyce w postaci wielu miejscowości o nazwie Jastrzębnik i Jastrzębniki (tam zapewne znajdowały się ośrodki hodowli jastrzębi).